# تپه دوآب ۱ سه گابی
تپه دوآب ۱ سه گابی مربوط به دوران پیش از تاریخ ایران باستان تا دوران‌های تاریخی پس از اسلام است و در شهرستان تویسرکان، بخش قلقل رود، روستای سه گابی واقع شده و این اثر در تاریخ ۲۴ اسفند ۱۳۸۳ با شمارهٔ ثبت ۱۱۴۱۹ به‌عنوان یکی از آثار ملی ایران به ثبت رسیده است.